# Lomatocarum alpinum
Lomatocarum alpinum är en växtart i släktet Lomatocarum och familjen flockblommiga växter.
Arten är perenn och förekommer i Kaukasus. Den är ensam art i sitt släkte.

## Synonymer
Homotypiska synonymer:
- Carum alpinum (M.Bieb.) Benth. & Hook.f. ex B.D.Jacks.
- Carum lomatocarum Boiss.
- Ligusticum alpinum (M.Bieb.) Spreng.
- Seseli alpinum M.Bieb.

Heterotypiska synonymer:
- Carum alpinum var. filifolium Sommier & Levier
- Carum colchicum Lipsky
- Seseli vulgatum Boreau
- Wallrothia divaricata C.Presl